# Бейл, Гленн
Гленн Бейл (нидерл. Glenn Bijl; род. 13 июля 1995, Стадсканал, Гронинген) — нидерландский футболист, защитник бельгийского клуба «Антверпен».

## Клубная карьера
Бейл — воспитанник академий клубов провинции Гронинген: «Стадсканал» и «Гронинген». В 2014 году подписал 3-х летний контракт с последним. В начале 2016 года для получения игровой практики Гленн был арендован «Дордрехтом». 15 января в матче против «Эйндховена» он дебютировал в Эрстедивизи. 8 апреля в поединке против «Йонг ПСВ» Бейл забил свой первый гол за «Дордрехт».
По окончании аренды Бейл вернулся в «Гронинген». 14 мая 2017 года в матче против «Твенте» (1:0) он дебютировал в Эредивизи, отдав голевую передачу на Брайана Линсена.
Летом того же года Бейл подписал контракт с «Эмменом». 18 августа в матче против «Валвейка» он дебютировал за новую команду. 17 ноября в поединке против «Алмере Сити» Гленн забил свой первый гол за «Эммен». По итогам сезона он помог команде выйти в элиту 12 августа 2018 года выступая за «Эммен» в матче против «АДО Ден Хааг» (2:1) Бейл забил свой первый гол и первый гол «Эммена» в Эредивизи.
Летом 2021 года Бейл перешёл в российские «Крылья Советов», подписав контракт на 3 года. 11 сентября в матче против московского «Локомотива» он дебютировал в РПЛ. 22 сентября 2021 года в кубковом поединке против клуба «Знамя» (Ногинск) Гленн забил свой первый гол за «Крылья Советов». 30 октября 2022 года в поединке против «Пари Нижний Новгород» Гленн забил свой первый гол в Премьер-лиге. 30 июня 2025 года покинул клуб после окончания контракта.
24 июля 2025 года было объявлено о переходе в бельгийский «Антверпен», Гленн подписал контракт с клубом по схеме 1+1.

## Клубная статистика
| Выступление      | Выступление      | Выступление      | Лига | Лига | Кубки | Кубки | Прочие | Прочие | Итого | Итого |
| Клуб             | Лига             | Сезон            | Игры | Голы | Игры  | Голы  | Игры   | Голы   | Игры  | Голы  |
| ---------------- | ---------------- | ---------------- | ---- | ---- | ----- | ----- | ------ | ------ | ----- | ----- |
| Дордрехт         | Эрстедивизи      | 2015/16          | 15   | 2    | —     | —     | —      | —      | 15    | 2     |
| Дордрехт         | Итого            | Итого            | 15   | 2    | —     | —     | —      | —      | 15    | 2     |
| Гронинген        | Эредивизи        | 2016/17          | 1    | 0    | —     | —     | 1      | 0      | 2     | 0     |
| Гронинген        | Итого            | Итого            | 1    | 0    | —     | —     | 1      | 0      | 2     | 0     |
| Гронинген (мл)   | Дерде            | 2016/17          | 16   | 1    | —     | —     | —      | —      | 16    | 1     |
| Гронинген (мл)   | Итого            | Итого            | 16   | 1    | —     | —     | —      | —      | 16    | 1     |
| Эммен            | Эрстедивизи      | 2017/18          | 31   | 2    | 1     | 0     | 4      | 1      | 36    | 3     |
| Эммен            | Эредивизи        | 2018/19          | 32   | 2    | 2     | 3     | —      | —      | 34    | 5     |
| Эммен            | Эредивизи        | 2019/20          | 24   | 1    | 1     | 0     | —      | —      | 25    | 1     |
| Эммен            | Эредивизи        | 2020/21          | 30   | 2    | 3     | 1     | 1      | 0      | 34    | 3     |
| Эммен            | Итого            | Итого            | 117  | 7    | 7     | 4     | 5      | 1      | 129   | 12    |
| Крылья Советов   | Премьер-лига     | 2021/22          | 21   | 0    | 2     | 1     | —      | —      | 23    | 1     |
| Крылья Советов   | Премьер-лига     | 2022/23          | 28   | 2    | 10    | 0     | —      | —      | 38    | 2     |
| Крылья Советов   | Премьер-лига     | 2023/24          | 16   | 1    | 5     | 2     | —      | —      | 21    | 3     |
| Крылья Советов   | Итого            | Итого            | 65   | 3    | 17    | 3     | —      | —      | 82    | 6     |
| Всего за карьеру | Всего за карьеру | Всего за карьеру | 214  | 13   | 24    | 7     | 6      | 1      | 244   | 21    |